# Seneqerim Johannes

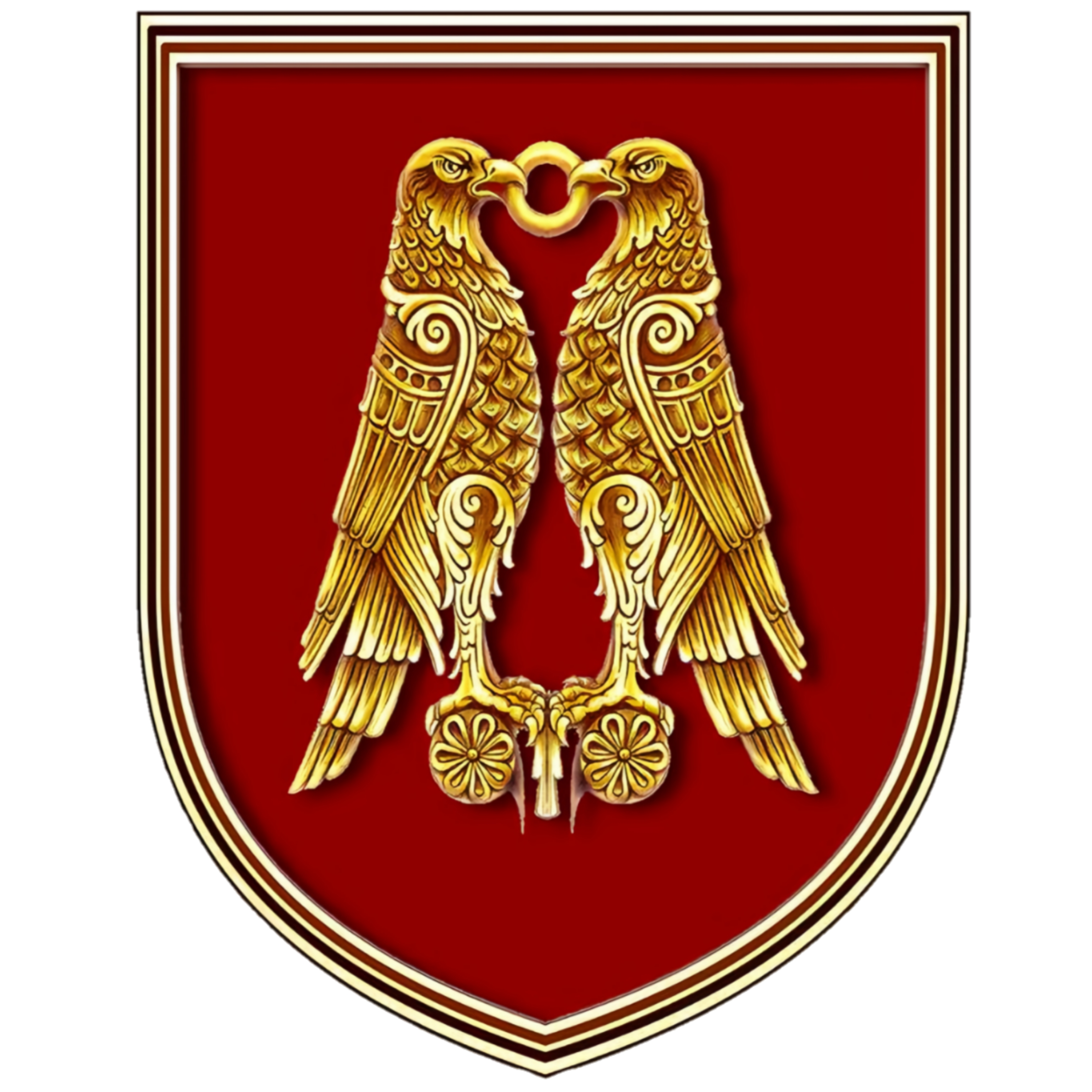
Das Wappen der Artsruni

Seneqerim Johannes Artsruni, auch Senekʿerim (* 968/969; † 1024 oder 1026/27), Bruder des Deranik war der letzte König von Vaspurakan aus der Dynastie der Artsruni. Sein Name war von dem des assyrischen Herrschers Sanherib abgeleitet, der als Ahnherr der Dynastie galt. Er regierte zur Zeit des Kaisers Basileios II. Er erbaute eine Kirche auf dem Berge Varak, wo das wahre Kreuz erschienen war und ein Kloster am Fuß des Berges.
Nach Einfällen von türkischen Nomaden 1016 und 1018 und einer Niederlage gegen die Byzantiner 1021 verhandelte sein Sohn David mit Kaiser Basileios II. den Tausch des unabhängigen Königreiches gegen ein Territorium unter byzantinischer Oberherrschaft. Seneqerim Johannes begab sich mit seiner Gefolgschaft laut dem Chronisten Thomas Artsruni im Jahre 1023 mit 14.000 Kriegern sowie Frauen und Kindern nach Kappadokien. Seneqerim Johannes verwaltete als magistros Stratege von Kappadokien und Titularkönig sein Lehen in Kappadokien bzw. Kleinarmenien von Sebaste aus.
Die Städte Arapgir und Akn sind Gründungen der Artsruni in Kappadokien.
Seneqerim Johannes wurde 1024 in seiner alten Heimat Vaspurakan im Kloster Varak beerdigt. Seine Gemahlin Xošuš wurde später neben ihm beigesetzt. Vaspurakan blieb bis zum Einfall der seldschukischen Türken 1065 byzantinisch.